# Império Monomotapa
O Império Monomotapa (também grafado Mwenemutapa, Muenemutapa, ou ainda Monomatapa, que era o título do seu chefe) foi um império que floresceu entre os séculos XV e XVIII na região sul do rio Zambeze, entre o planalto do Zimbábue e o Oceano Índico, com extensões provavelmente até ao rio Limpopo. Segundo alguns, o império Monomotapa ficava em Mebiri, ao norte da atual cidade de Harare, no atual Zimbábue.

## Descrição
Este estado africano era poderoso, uma vez que controlava uma grande cadeia de minas e de metalurgia de ferro e ouro, cujos produtos eram procurados por mercadores de outras regiões.[carece de fontes?]

## História
As origens da dinastia governante remontam à primeira metade do século XV. De acordo com a tradição oral, o primeiro  "mwene" foi príncipe guerreiro de um reino xona ao sul, chamado Niatsimba Mutota, enviado para encontrar novas fontes de sal ao norte. Mututa encontrou o sal entre os tavaras, uma subdivisão dos xonas que era notória caçadora de elefantes. Foram então conquistados, e sua capital estabelecida a 358 quilômetros ao norte do Grande Zimbábue, no Monte Fura, perto do rio Zambeze.
O primeiro europeu a tomar contato com a cidade de Grande Zimbábue, capital de Monomotapa, teria sido o navegador e explorador Português Sancho de Tovar Este Estado africano possuía ricas minas de ouro. O ouro teria sido a razão pela qual os portugueses engendraram a conquista do território. O ouro era trocado pelos moradores por mercadorias que os portugueses ofereciam e, num primeiro momento, justificou a manutenção lusa no atual território moçambicano, a partir de Sofala.
Quando da exploração da costa oriental africana por Vasco da Gama, colheram, os portugueses, informes de que havia ouro em quantidade na região, vindo dum reino não muçulmano. Tais informações foram confirmadas pelo explorador Sancho de Tovar.
Numa primeira tentativa, procuraram cooptar a aristocracia local, sem sucesso. Em 1567, travou-se a guerra que veio, enfim, destruir o império Monomotapa. Para tal, Portugal, com o ataque sob a direcção do vice-rei Rui Lourenço de Távora, contou com a ajuda do rei do Maláui Esta conquista possibilitou a consolidação dos portugueses no território de Moçambique.[carece de fontes?]